# Осада Фив
Оса́да Фив (сентябрь, 335 до н. э.) — штурм и разрушение Александром Македонским Фив, одного из самых сильных на то время городов-государств в Греции.

## Предыстория
Фивы находились если не географически, то стратегически в центре Греции. С севера Фермопильский проход, так называемые ворота в Грецию, отделял владения Фив от равнин Фессалии. К западу от Фив проживали воинственные этолийцы и другие горные греческие племена. К юго-востоку Фивы граничили с землёй Аттики, владениями Афин, а с юго-запада начинался перешеек на полуостров Пелопоннес, заселенный многими известными городами, из которых самым известным являлась Спарта. Кто контролировал Фивы, мог контролировать всю Грецию. Потому отец Александра, царь Филипп II, постарался ослабить сильный город. После победы в сражении при Херонее в 338 до н. э. много фивян было изгнано, а в Кадмею, крепость на южной окраине Фив, Филипп ввел македонский гарнизон.
Когда в Греции распространился слух, будто Александр погиб где-то в варварских землях Иллирии, в Фивы вернулось немало изгнанников. Они нашли много сочувствующих, и восстание вспыхнуло. Фивяне убили двух македонских военачальников из гарнизона в Кадмее, саму крепость, в которой командовал Филота, блокировали, окружив двойным частоколом и рвом. Собрание Фив обратилось ко всем грекам с призывом о помощи. Восставшие нашли сочувствие и понимание, но не реальную помощь воинами. Греки, среди которых единства не наблюдалось даже при вторжении персов, предпочитали выжидать. Только Афины по настоянию Демосфена послали оружие в Фивы.
Узнав о событиях в Греции, Александр совершил из Фракии стремительный марш всем войском прежде, чем кто-либо оказал поддержку восставшему городу. Через 2 недели он встал лагерем под Фивами.

## Осада и штурм
Согласно Диодору, Александр располагал 30 тысячами пехоты и 3 тысячами конных. К нему присоединились беотийцы, жители населенных пунктов вокруг Фив, для которых Фивы в результате междоусобных войн превратились в заклятых врагов. Фивы могли выставить около 7 тысяч гоплитов и до тысячи конных. В любом случае численность войска Александра приближалась к численности всех жителей города, включая женщин, стариков и детей.
Вопреки обычной стремительности, в этот раз Александр не торопился, ожидая добровольной сдачи города, так как перед походом в Персию он желал оставить в тылу союзную македонянам Грецию. Он лишь предложил фиванцам выдать двух главных зачинщиков. Однако жители Фив, памятуя о былой славе, решили сопротивляться и первыми напали на македонян, которые легко отразили вылазку. Лагерь Александра находился с южной стороны города возле осажденной фиванцами крепости Кадмеи. Судя по описанию боя, Фивы были обнесены невысокой стеной, на которую поставили вольноотпущенных рабов и прочих неграждан города. Воинские отряды Фив размещались за пределами стен под охраной лёгких полевых укреплений — двойного палисада.
По Диодору Александр подготовился к штурму за три дня, что после 2-недельного марш-броска из Фракии выглядит сомнительным. По словам Арриана, штурм города начался спонтанно, без приказа Александра. Солдаты из фаланги Пердикки ворвались за палисад с южной стороны города, фиванцы от неожиданности отступили. Тогда Александр послал всю армию на подмогу полку Пердикке, который сам был тяжело ранен и унесен с поля боя. Сражение было долгим и упорным, македонская фаланга давила своей численностью и опытом, фиванцы превосходили в индивидуальной подготовке бойцов.
Александр ввел в дело свежие подкрепления, сменяя уставших солдат. Фиванцы бросились под защиту стен, однако в давке и суматохе они не успели закрыть ворота, и преследовавшие их македоняне проникли в Фивы. По словам Диодора в столпотворении у ворот фиванская конница задавила немало своих пехотинцев. Так как фиванские отряды располагались за пределами города, а на стенах оставались небоеспособные люди, то македоняне без труда преодолевали стены. Из Кадмеи ворвался на улицы Фив македонский гарнизон, организованное сопротивление жителей было сломлено. Кто-то продолжал отчаянно биться, стараясь подороже отдать жизнь, но многие фиванцы стали спасаться бегством из города:

«И тогда началось беспорядочное избиение уже не защищавшихся фиванцев, причем гнева были полны не так македонцы, как фокейцы, платейцы и прочие беотийцы; одних застигали в домах, — некоторые пытались сопротивляться, другие молили о пощаде, припав к жертвенникам, — но жалости не было ни к женщинам, ни к детям»

## Итоги осады
Диодор привел цифры: 6 тысяч фиванцев погибло, 30 тысяч было захвачено в плен. Об ожесточенности сопротивления фиванцев в день штурма свидетельствует количество погибших македонян: 500 человек. Даже во время семимесячной осады неприступного Тира погибло меньше македонских солдат.
Принимавшие участие в этом деле союзники из Беотии, которым Александр поручил распорядиться судьбой Фив, решили поставить в Кадмее гарнизон, город же срыть до основания, а землю, кроме священной, разделить между союзниками; детей, женщин и фиванцев, оставшихся в живых, кроме жрецов, жриц, друзей Филиппа и Александра и македонских проксенов, продать в рабство. Сверх того союзники постановили восстановить Орхомен и Платеи и обвести их стенами. Согласно Юстину, фиванцев покупали их старые враги, выплачивая тем выше цену, чем сильнее была их ненависть к бывшим обидчикам. От продажи в рабство фиванцев Александр выручил 440 талантов, то есть цена головы составляла в среднем 88 драхм, что в 2 раза меньше средней цены на раба в Элладе. По другим сведениям эта сумма являлась всей добычей, захваченной в Фивах.
Греческие города, прежде рукоплескавшие антимакедонским ораторам, теперь униженно клялись в верности Александру. Он потребовал от Афин выдать восемь главных противников македонян, но в результате переговоров сошлись на том, чтобы Афины изгнали неугодных македонянам военачальников. Александр не стал карать своих противников в Элладе и, удовлетворившись разрушением Фив, удалился в Македонию. Он готовился к великому походу в Азию.